# Русская Велязьма
Русская Велязьма — деревня в Атюрьевском районе Мордовии. Входит в состав Атюрьевского сельского поселения.

## История
В «Списке населённых мест Тамбовской губернии» (1869 г.) значится владельческой деревней в 20 дыороы в составе Темниковского уезда.

## Население
| 2002 | 2010 |
| ---- | ---- |
| 299  | ↘287 |

Национальный состав
Согласно результатам Всероссийской переписи населения 2002 года, в национальной структуре населения мордва составляла 87 %.